# Нечаянська сільська територіальна громада
Нечаянська сільська територіальна громада — територіальна громада в Україні, у Миколаївському районі Миколаївської області. Адміністративний центр — село Нечаяне.
Площа громади — 203,8 км², населення — 3599 мешканців (2018).
Утворена 10 серпня 2016 року шляхом об'єднання Комсомольської та Нечаянської сільських рад Миколаївського району.

## Населені пункти
До складу громади входять 8 сіл і 5 селищ:
села:
- Данилівка
- Іванівка
- Лук'янівка
- Мефодіївка
- Нечаяне
- Новоподілля
- П'ятихатки
- Сеньчине

селища:
- Благодарівка
- Маловарварівка
- Мирне
- Тронка
- Чемерлієве